# Alena Kužmová
Alena Kužmová (...) è una giocatrice di football americano slovacca, che gioca come runningback per le Prague Black Cats..

## Palmarès
- 1 Rose Bowl (2021)